# Banco General (Panamá)
Banco General es el  banco de capital privado más grande de Panamá. Opera en todo el país a través de más de 74 sucursales y 615 cajeros automáticos. También ópera en Costa Rica con 8 sucursales

## Historia
Banco General, S.A. fue fundado en 1955 como el primer banco privado de capital panameño. Actualmente ofrecemos a nuestros clientes una amplia infraestructura de productos y servicios con 74 sucursales, 615 cajeros automáticos a nivel nacional, atención por teléfono y chat, y una plataforma digital de primer nivel. Cuenta también con un banco en Costa Rica con 8 sucursales y oficinas de representación en Guatemala, El Salvador, Colombia y Perú. Más de 5,000 colaboradores componen la fuerza laboral del Banco, quienes atienden a más de 1.8 millones de clientes desde diversos canales de atención. 
Banco General fue el primer banco panameño en obtener Grado de Inversión Internacional de las agencias Fitch Ratings y Standard & Poor's en 1997, calificación que mantiene sin interrupción hasta la fecha. También cuenta con Grado de Inversión de la agencia Moody’s desde 2017.
Banco General ofrece servicios relacionados que incluyen seguros y reaseguros, casa de valores, y administración de fondos de pensión y cesantía, entre otros. La empresa tenedora del 100% de las acciones de Banco General y Subsidiarias, S.A. es Grupo Financiero BG, S.A., empresa pública que se cotiza en la Bolsa Latinoamericana de Valores (Latinex).
Desde hace 70 años, Banco General ha llevado a cabo sus operaciones con una férrea disciplina financiera, una cultura corporativa basada en valores, y un compromiso de servir con excelencia al cliente y a la comunidad. Estos son los preceptos que definen su éxito y trayectoria.

## Expansión
Banco General cuenta con presencia en Costa Rica, donde su marca se presenta como "Banco General Costa Rica", además de tener oficinas de representación en Colombia, El Salvador, Guatemala y Perú para estudiar futuras posibles expansiones.

## Estructura empresarial
La siguiente tabla muestra los miembros de la Junta Directiva del Banco General y sus respectivos cargos:
| Cargo                   | Nombre                         |
| ----------------------- | ------------------------------ |
| Presidente              | Juan Raúl Humbert Arias        |
| Secretario              | Juan Ramón Brenes Stanziola    |
| Tesorero                | Carlos Alberto Motta Fidanque  |
| Director                | Raúl Aleman                    |
| Director                | Ricardo Manuel Arango Jiménez  |
| Director                | Álvaro Alfredo Arias Arias     |
| Director                | Alberto Cecilio Motta Page     |
| Director                | Luis Carlos Motta Vallarino    |
| Director                | Osvaldo Mouynés G.             |
| Director                | Emanuel González Revilla Lince |
| Director                | Francisco José Salerno Abad    |
| Director                | Francisco Sierra               |
| Directora               | Ana Lucrecia Tovar de Zarak    |
| Directora Independiente | Tatiana Fábrega de Varela      |
| Director Independiente  | Jaime Rivera S.                |

### Responsabilidad social corporativa
La responsabilidad social corporativa de la empresa reconoce el aspecto social como uno de los pilares más importantes de su estrategia y la educación es una de las áreas en las que más enfocan sus esfuerzos.